# Plataforma MEB do Grupo Volkswagen

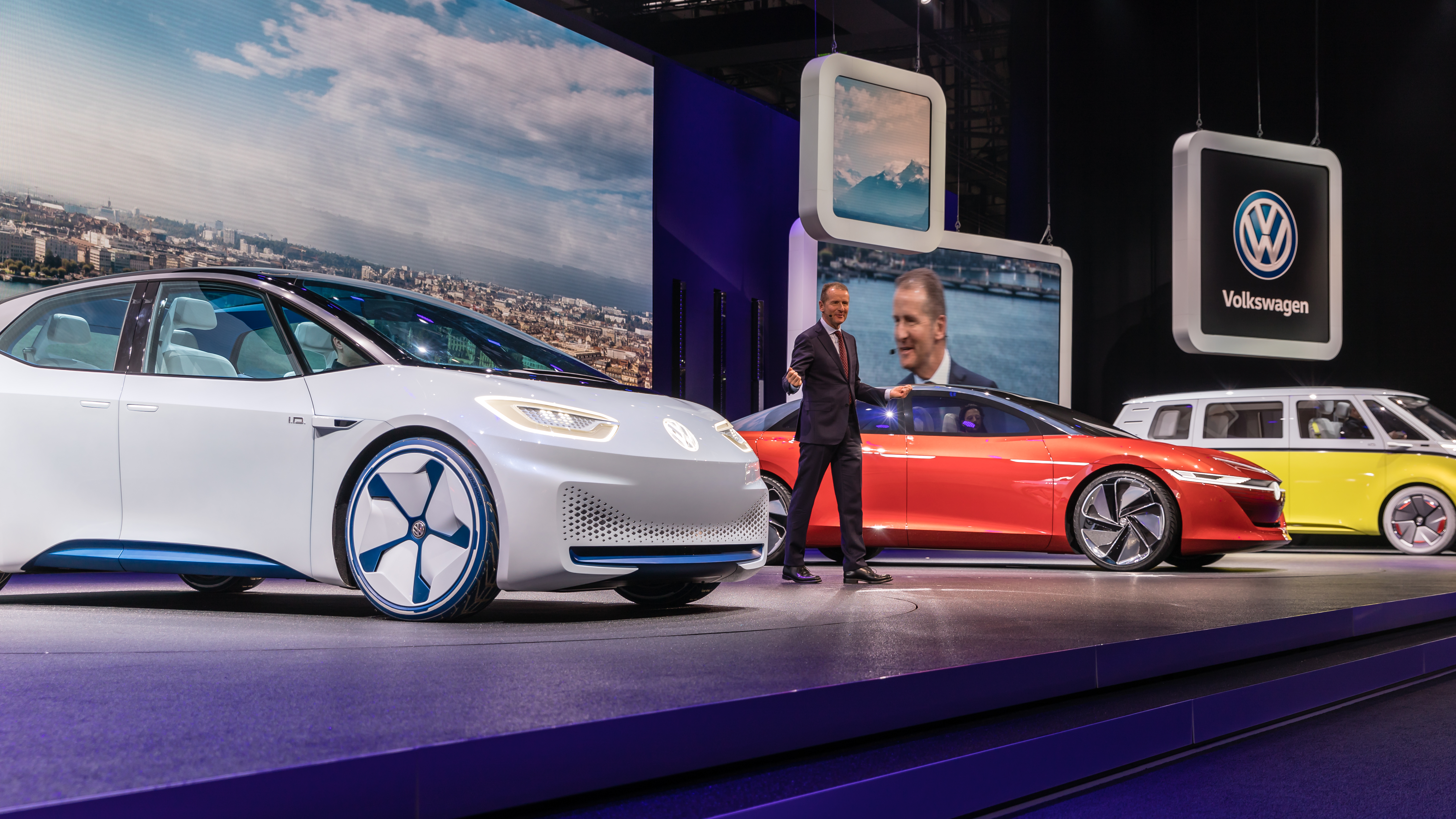
Chairman da Volkswagen a apresentar os veículos ID., que usam a plataforma MEB.

A Plataforma MEB do Grupo Volkswagen (modular electric-drive toolkit
- em inglês) é uma plataforma modular para carros elétricos desenvolvida pelo Grupo Volkswagen e suas subsidiárias. É utilizado em modelos da Audi, Cupra, Škoda e Volkswagen, juntamente com a Ford por meio de parceria. A arquitetura visa "consolidar os controles eletrônicos e reduzir o número de microprocessadores, avançar na aplicação de novas tecnologias de assistência ao motorista e alterar um pouco a forma como os carros são construídos" pelo Grupo VW.

## Modelos

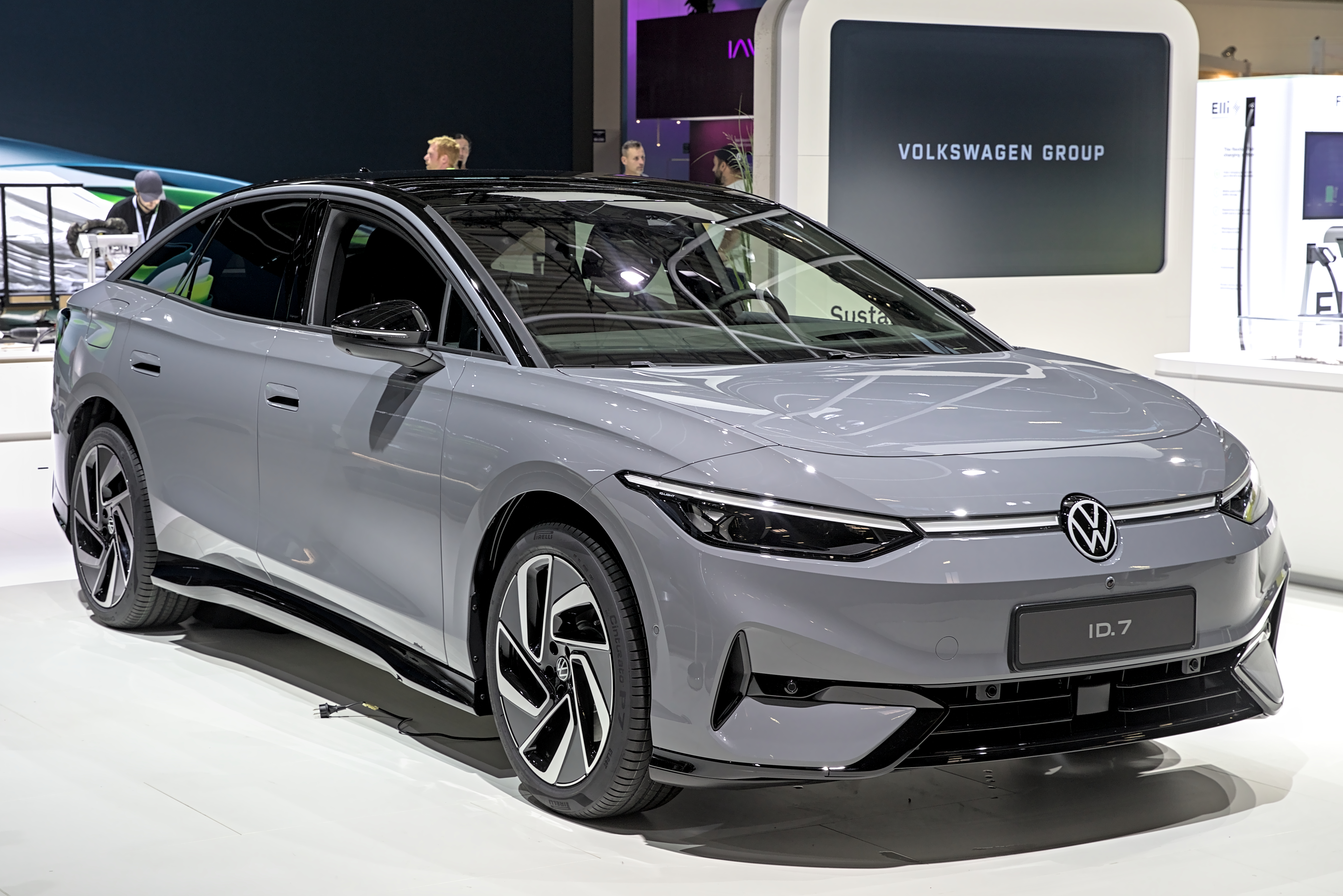
Volkswagen ID.7

- Audi Q4 e-tron
- Audi Q5 e-tron
- Cupra Born
- Cupra Tavascan
- Ford Explorer EV
- Škoda Enyaq
- Volkswagen ID.3
- Volkswagen ID.4
- Volkswagen ID.5
- Volkswagen ID.6
- Volkswagen ID.7
- Volkswagen ID. Buzz